# Halsey Street (stacja metra na Canarsie Line)
Halsey Street – stacja metra nowojorskiego, na linii L. Znajduje się w dzielnicy Brooklyn, w Nowym Jorku i zlokalizowana jest pomiędzy stacjami Myrtle–Wyckoff Avenues i Wilson Avenue. Została otwarta 14 grudnia 1928.